# 마라샹궈

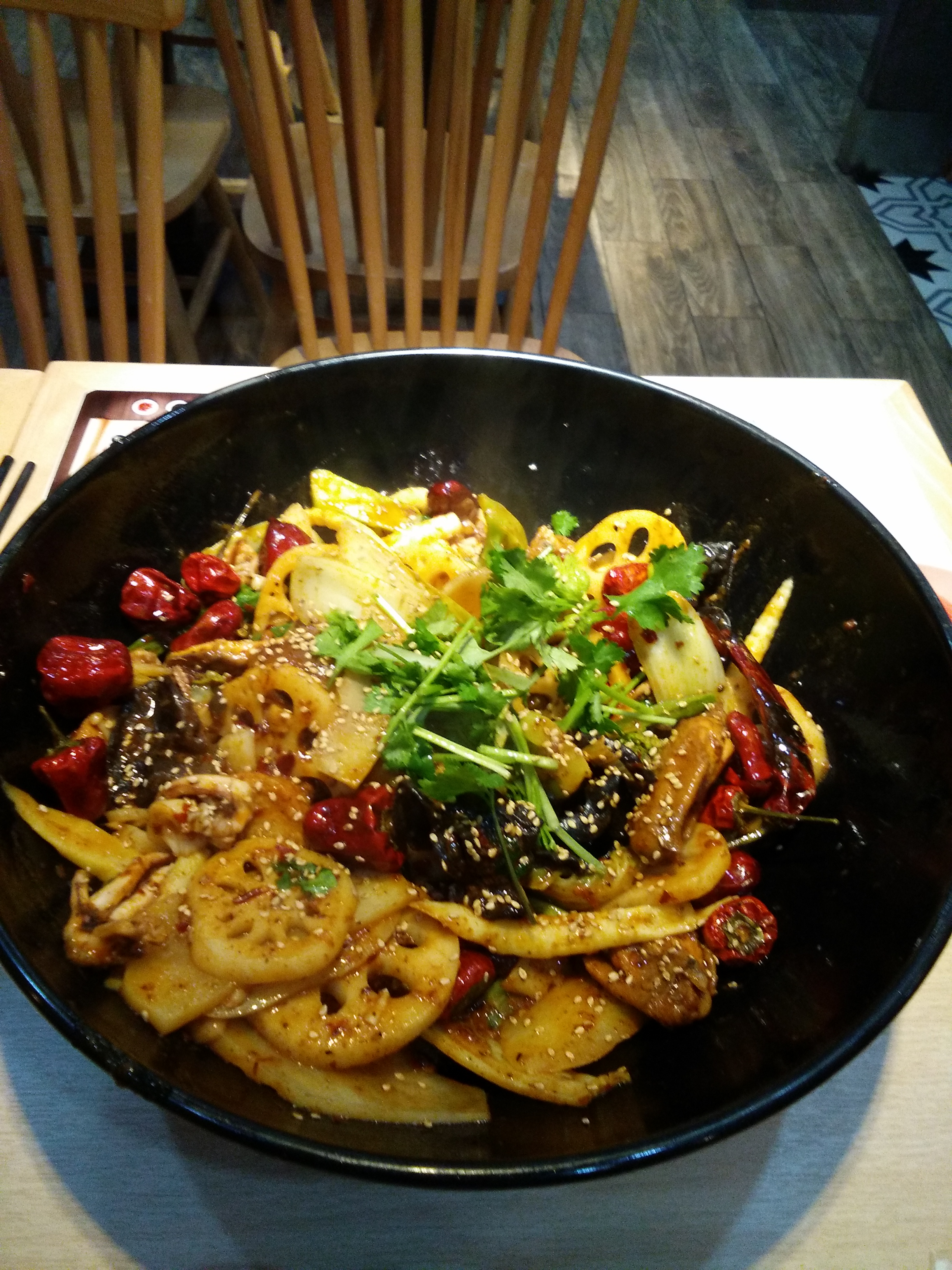
마라샹궈

마라샹궈(중국어 간체자: 麻辣香锅, 정체자: 麻辣香鍋, 병음: málàxiāngguō, 한자음: 마랄향과)는 매운 양념에 고른 재료들을 볶아서 내어주는 쓰촨 요리이다. 마라샹궈의 마라는 맵고 얼얼한 맛을 내는 중국 사천 지역의 대표적인 향신료이다.
마라샹궈는 중국 사천 지방의 대표적인 요리로, 사천 지역의 음식들은 사천 지역이 바다와 멀어 기온 차이가 심하고 습하기 때문에 음식의 부패를 막기 위해 향신료를 많이 사용했다. 식당에서는 고객들이 재료를 선택한 다음 주방장이 직접 매운 탕을 준비한다.

## 유래
마라샹궈는 충칭의 찐윈샨에서 시작된 음식이다. 그 지역 주민들이 평소에 집에서 해먹던 요리이다. 얼얼한 맛, 매운 맛, 향신료의 향 세가지가 한 냄비 안에 있다는 것이 가장 큰 특징이라 하여 마라샹궈라고 불리게 되었다.

## 특징
찐윈샨 주민들은 야채를 한 냄비에 가득 담아 갖가지 향신료를 넣어 볶아 먹었다.기본적으로 채소, 고기, 해산물 등을 고추기름과 화자오 (산초)를 사용하는 것이 특징이다. 들어가는 재료는 개인의 기호에 따라 재료를 직접 선택할 수 있으며, 선택한 재료를 한꺼번에 볶아내고 화자오와 마라 소스를 더해 매운맛을 조절한다. 중요한 손님이 오실 때마다 고기나 해산물, 소시지, 죽순 등을 추가하여 볶아 먹었다.마라샹궈는 각종 야채들과 취향에 맞는 식재료를 먹기 좋게 손질해 건 고추와 마라소스와 함께 볶아내 깨를 뿌려주면 완성된다.여기서 마라는 중국 사천 지방에서 유래된 향신료로,매운 맛이 특징이다. 이름도 저릴 마(麻), 매울 라(辣)자를 쓴다. 맵도록 저리다는 의미다. 팔각, 계피, 고추, 산초 등 향신료를 넣고 가열해 향을 낸 기름에 고춧가루와 중국식 된장인 두반장을 넣고 조리한다. 중국에서는 이 마라 소스에 해산물, 야채 등을 볶아 만든 것이 마라샹궈이다.

## 유사 음식
촨촨: 촨촨은 꼬치로 만든 재료를 마라가 들어간 탕에 넣어 익혀 먹는 음식이다. 촨촨은 청두에서 만들어진 쓰촨 전통음식으로 ‘간소화된 훠궈’라고 할 수 있다. 촨촨은 끓는 탕에 꼬치를 넣어 익혀 먹는 방식과 이미 익혀진 꼬치를 바로 먹는 방식 두 가지가 있다.

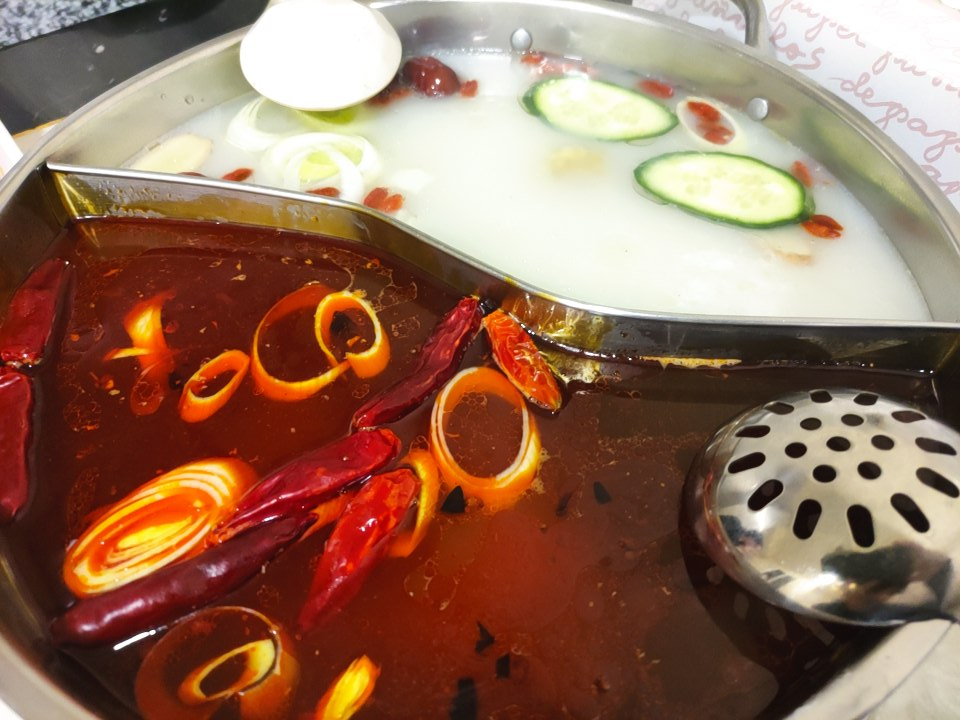
홍백 반반 훠궈

훠궈: 훠궈는 냄비에 매운 홍탕, 백탕 또는 홍백을 반반으로 하여 탕을 끓이며, 고기, 야채를 탕에 바로바로 익혀 먹는 중국식 샤브샤브이다. 청두식 훠궈는 냄비에 소기름과 다양한 향신료를 넣고 오래 끓인 탕을 베이스로 하는 것이 특징이다.

## 마라 열풍
잘파세대(10~20대)를 중심으로 외식시장에서 마라탕의 인기가 꾸준히 유지되고 있다.식품기업들은 마라 맛을 기반으로 한 신제품을 내놓고 있다.

## 같이 보기
- 마라탕